# Androsace carnée
Androsace carnea
Espèce
Classification phylogénétique
L'androsace carnée ou androsace couleur de chair (Androsace carnea) est une espèce de plantes à fleurs de la famille des Primulaceae.

## Description
Ce sont des plantes herbacées naines mesurant de 2 à 8 cm de hauteur, à souche gazonnante, formant des touffes.
Les feuilles, entières, glabres ou quelquefois poilues, forment des rosettes basales denses.
L'inflorescence comporte de 2 à 8 fleurs roses à gorge jaune.

## Caractéristiques
- Période de floraison : juin à août dès la fonte des neiges.
- Habitat : sols acides de 1 400 à 3 000 m d'altitude. On la rencontre dans les éboulis, les pâturages, les pelouses, près des rochers et des combes à neige.

## Aire de répartition
Alpes occidentales en France, en Suisse et en Italie, Pyrénées en France et en Espagne, ainsi que dans les Vosges et le massif Central.

## Sous-espèces
D'après Flora Europaea :
- Androsace carnea subsp. carnea

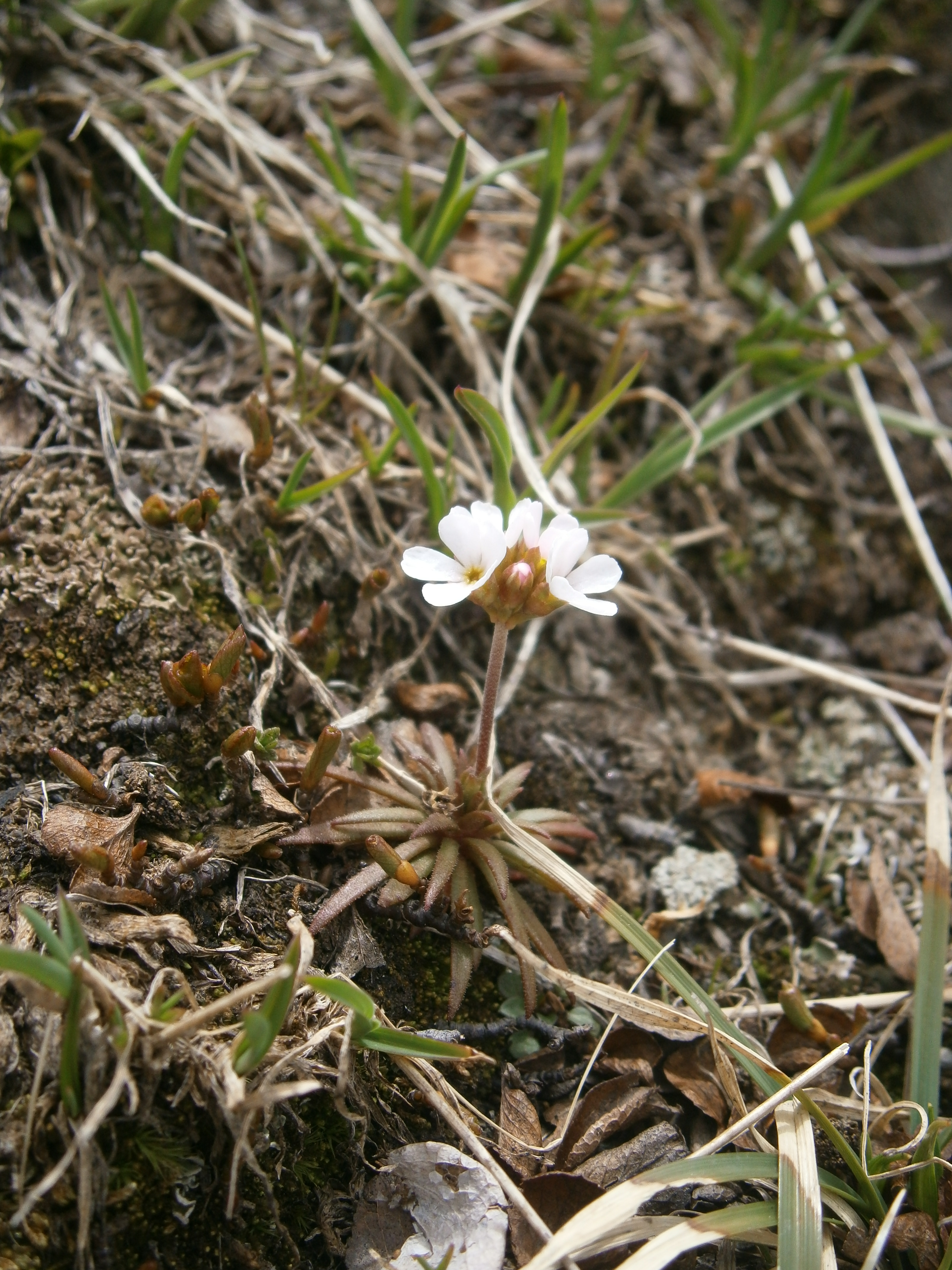
Androsace carnea subsp. brigantiaca dans le Queyras

- Androsace carnea subsp.  brigantiaca (Jord. & Fourr.) I.K.Ferguson (Sud-ouest des Alpes)
- Androsace carnea subsp. laggeri (A.Huet) Nyman (Massif Central et Pyrénées)
- Androsace carnea subsp. rosea (Jord. & Fourr.) Rouy (Massif Central et Pyrénées)

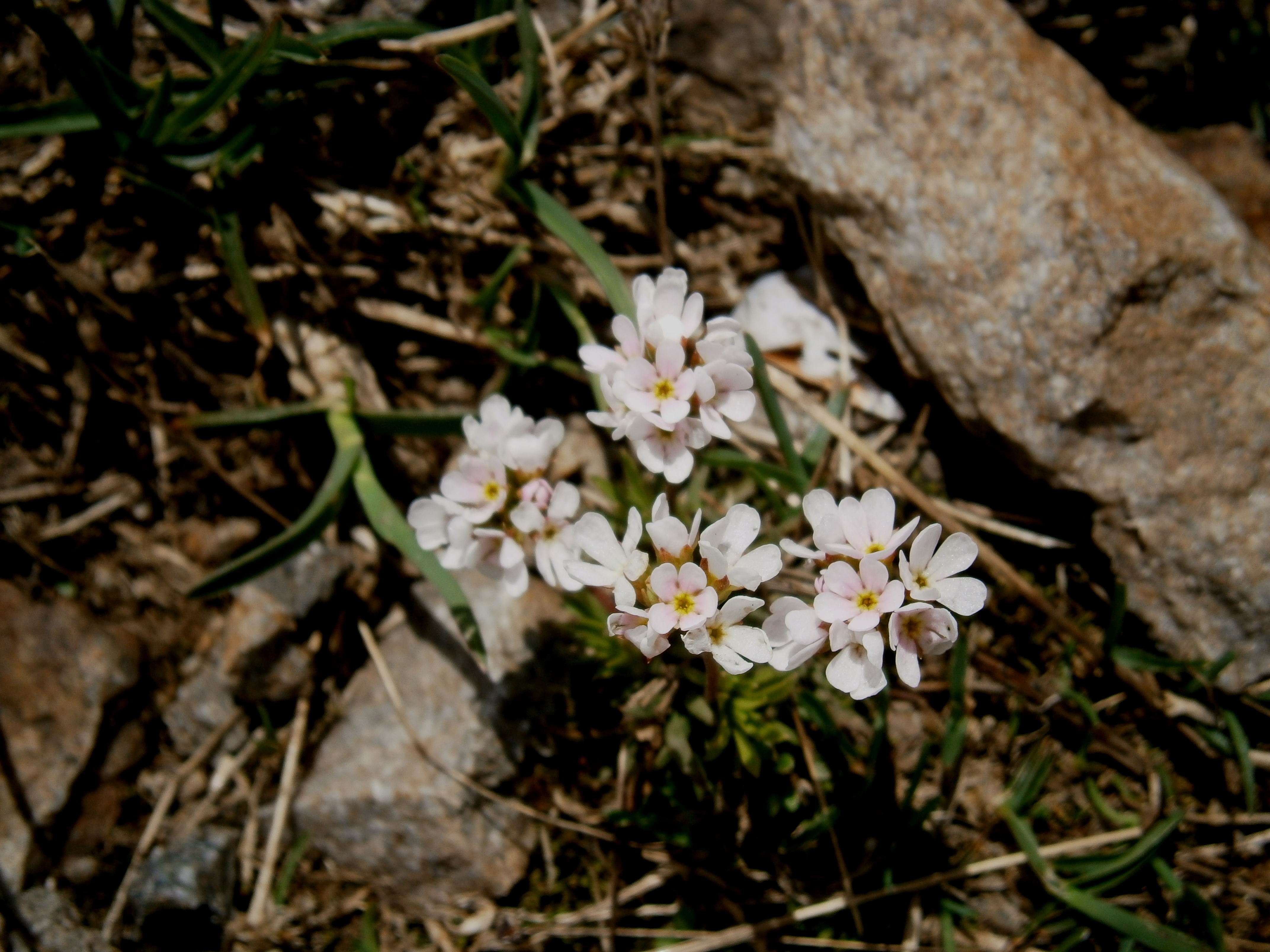
Androsace carnée.
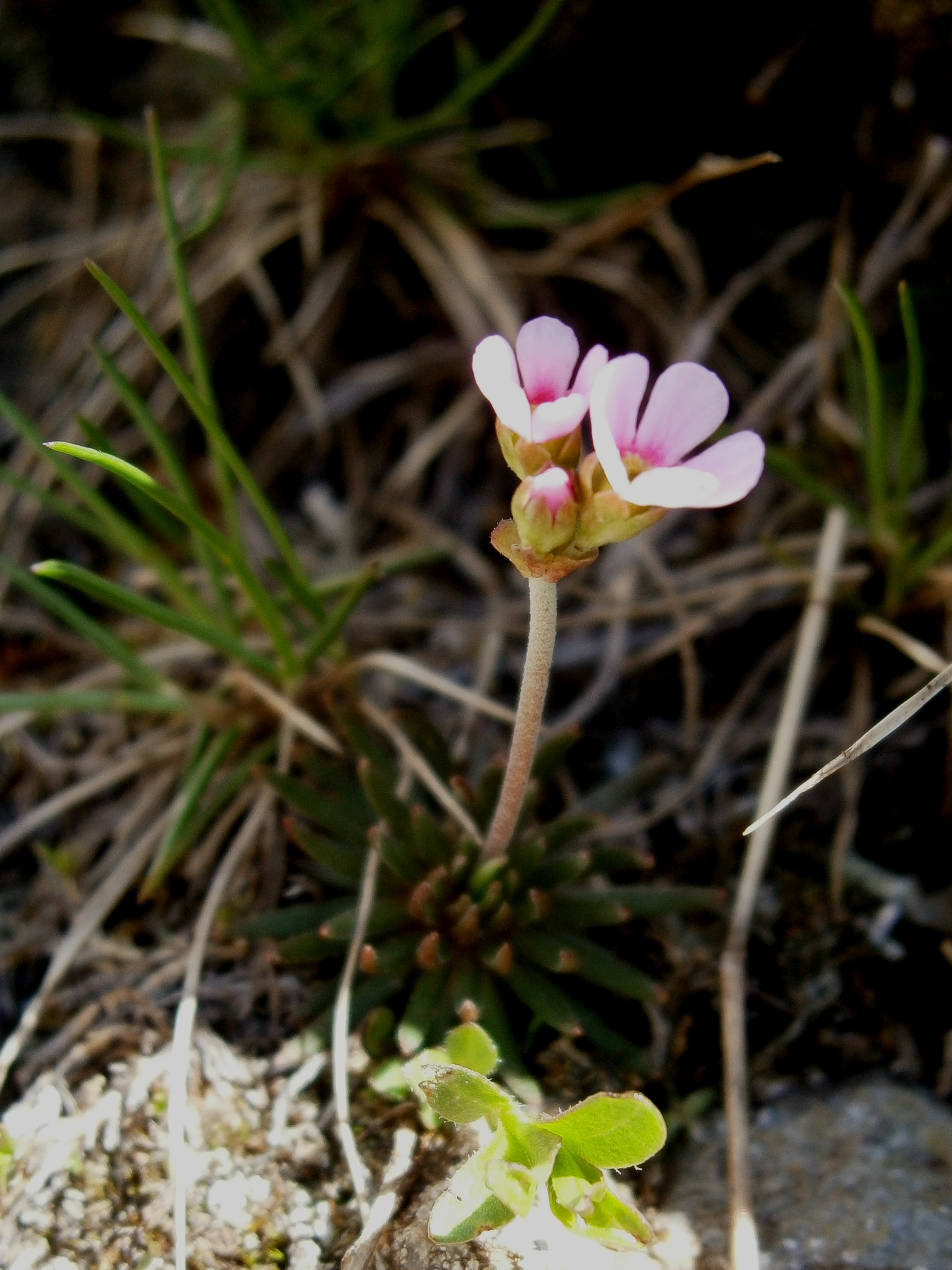
Vue latérale.
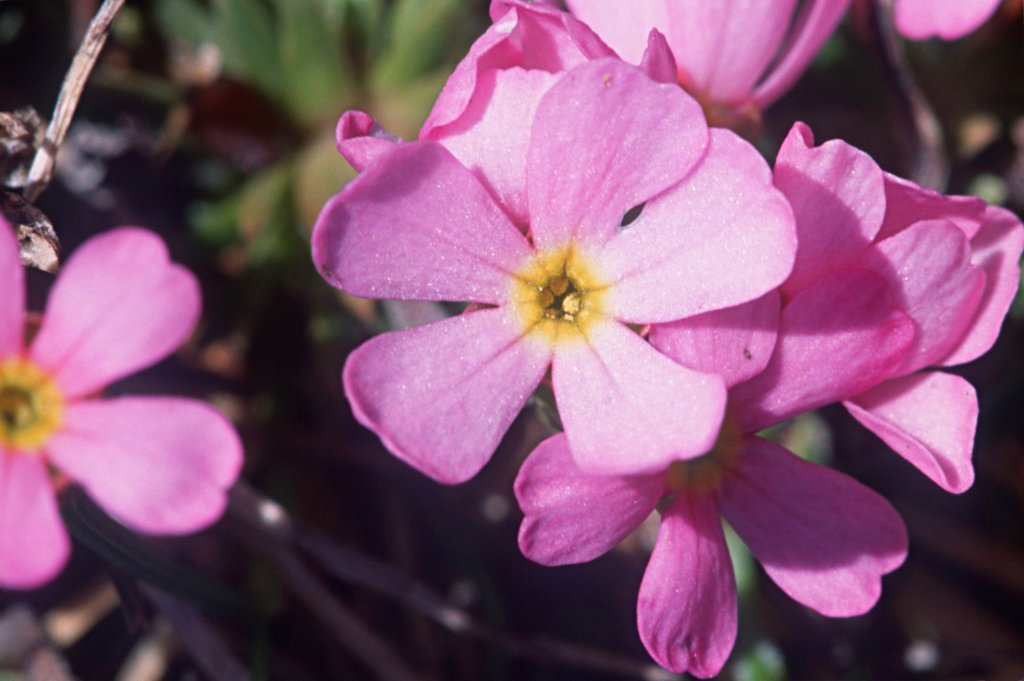
Fleur.